# Арад (Иран)
Ара́д, или Ард, или Эрд, или Эра́д, или Ира́д, или Ирд (перс. ارد‎) — небольшой город на юге Ирана, в провинции Фарс. Входит в состав шахрестана Ларестан.

## География
Город находится в южной части Фарса, в горной местности юго-восточного Загроса, на высоте 587 метров над уровнем моря.
Арад расположен на расстоянии приблизительно 230 километров к юго-востоку от Шираза, административного центра провинции и на расстоянии 905 километров к юго-юго-востоку (SSE) от Тегерана, столицы страны.

## Население
По данным переписи, на 2006 год население составляло 5 264 человека; в национальном составе преобладают персы (носители диалекта Аради), в конфессиональном — мусульмане-шииты.